# Rim Banna
Rim Banna (Nazareth, 8 december 1966 - aldaar, 24 maart 2018) was een Palestijns zangeres, songwriter en activist. Ze was vooral bekend van haar moderne interpretaties van traditionele Palestijnse songs en gedichten.

## Leven en werk
Rim Banna was een dochter van de Palestijnse dichteres en feministe Zuhaira Sabbagh. Sabbagh, die zelf actie voerde en demonstreerde tegen de Israëlische bezetting van Palestina, moedigde haar dochter aan om te zingen als een geweldloze vorm van protest. Banna groeide op met pattriotische songs van Arabische zangers en songwriters zoals Fairuz, Ahmad Kaabour en de Rahbani's.
Banna studeerde zang en orkestdirectie aan de Gnessin Staatsacademie voor Muziek in Moskou. Ze trouwde met Leonid Alexeienko, Oekraïens musicus en haar voormalige studiegenoot. Daarna keerde ze met hem terug naar Nazareth.
Banna was een geliefde en gewaardeerde artiest in de Arabische wereld. Ze kreeg bekendheid buiten de Arabische wereld door haar bijdrage aan het verzamelalbum Lullabies from the Axis of Evil (2004), en daarna ook met haar eigen albums. Banna bracht diverse albums uit bij het Noorse platenlabel Kirkelig Kulturverksted. Ze werkte samen met verschillende Noorse muzikanten, waaronder Bugge Wesseltoft, Kari Bremnes en Tord Gustavsen. Twee van Banna's albums, Revelation Of Ecstasy & Rebellion (2013) en Voice Of Resistance (2018) bereikten de top 10 van de World Music Charts Europe.
Banna schreef zelf songs, maar zette ook gedichten en liedteksten van anderen op muziek. Ze gebruikte hiervoor oude en traditionele gedichten, maar ook werk van moderne dichters als Mahmoed Darwiesj, en werk van Tunesische, Palestijnse, Iraakse, Egyptische, Perzische en Andalusische schrijvers. Op verschillende van haar albums vertolkte Banna oude en bijna vergeten Palestijnse kinderliedjes. Banna beoogde hiermee deze liedjes te behouden en opnieuw populair te maken.
Banna vernieuwde traditionele Palestijnse en Arabische muziek door het te mengen met moderne en westerse invloeden. Op haar albums combineerde ze verschillende stijlen, zoals pop, folk, punk, jazz en elektronica. Op Revelation Of Ecstasy & Rebellion (2013) gebruikte muziekproducent Bugge Wesseltoft traditionele Arabische muziekinstrumenten als oed, qanun en ney, maar ook  piano, gitaar, en elektronische elementen zoals samples en ambient sounds. In 2015 produceerde Banna het album The Iqrit Files van het Arabische collectief Checkpoint 303. Op dit album verwerkte Checkpoint 303 oude veldopnamen van Palestijnse zang tot een modern kunstwerk door er samples, breakbeats en experimentele elektronica aan toe te voegen.
De strijd tegen de Israëlische bezetting van Palestina en het lijden van de Palestijnen waren belangrijke thema's in Banna's werk. Ze droeg vaak een keffiyeh, een sjaal die als symbool van de Palestijnse strijd wordt gezien. Ze droeg haar album The Mirrors Of My Soul (2005) op aan Palestijnse en Arabische krijgsgevangen in Israëlische gevangenissen.
Rim Banna overleed in 2018 in haar geboorteplaats Nazareth, na een jarenlange strijd tegen borstkanker.

## Prijzen en onderscheidingen
- Palestine Award voor beste zang (2000)
- Ibn-Ruschd-Preis (2013), een Duitse prijs voor onafhankelijke, vooruitstrevende individuen of organisaties die hebben bijgedragen aan democratie en vrijheid van meningsuiting in de Arabische wereld
- 'Persoon van het jaar' (2016), onderscheiding uitgereikt door het Palestijnse Ministerie van Cultuur[17]

## Discografie

### Eigen albums
- Rim Banna - The Dream (1993)
- Rim Banna - New Moon (1995)
- Rim Banna - Mukagha (1996)
- Rim Banna - Al-Quds Everlasting (2002)
- Rim Banna & Skruk - Krybberom (2003)
- Rim Banna - The Mirrors Of My Soul (2005)
- Rim Banna & Henrik Koitzsch - This Was Not My Story (2006)
- Rim Banna - Seasons Of Violet – Lovesongs From The Palestine (2007)
- Rim Banna - April Blossoms (2009)
- Rim Banna - Revelation Of Ecstasy & Rebellion (2013)
- Rim Banna - Voice Of Resistance (2018)

### Albums met bijdragen van Rim Banna (selectie)
- Diverse artiesten - Lullabies from the Axis of Evil (2004)
- Diverse artiesten - A Time to Cry - A Lament over Jerusalem (2010)
- Diverse artiesten - The Rough Guide to Arabic Lounge (2010)
- Diverse artiesten - Songs from a Stolen Spring (2014)
- Checkpoint 303 - The Iqrit Files (2015)
- Kringkastningsorkestret - Jul På Orkesterplass (2015)